# Bỏng gạo

Một gói bỏng ống

Một số loại bỏng gạo khác

Bỏng gạo cũng gọi là Cốm gạo hay Bỏng ống hoặc Bỏng mật là một thức quà vặt phổ biến ở các làng quê Bắc Bộ với nguyên liệu chính là gạo và đường, có nhiều hình thù và cách làm khác nhau.

## Bỏng ống
Bỏng này có ruột rỗng, trông như cái ống nên gọi là Bỏng ống hay Bỏng gậy hoặc Bỏng que dài tầm 20 cm hoặc hơn. Bỏng làm từ gạo tẻ, đường, dừa khô, một ít gạo nếp và chút muối. Ngày nay cũng có nơi làm bằng gạo lứt, có khi thêm cả mì tôm vụn, đậu xanh, hạt lạc hay bột milo...
Các nguyên liệu được trộn đều và cho vào máy nổ. Khi thành phẩm chui ra còn rất nóng thì người thợ làm bỏng sẽ cắt thành khúc luôn và đóng gói ngay khi còn ấm để giữ độ giòn.
Một số nơi làm bỏng gạo - ngô thì hạt ngô khô là chính, bỏng sẽ có màu vàng. Cũng có nơi làm bằng ngũ cốc và cho thêm củ mài. Bỏng cũng nổ bằng máy rỗng ruột như bỏng ống nhưng người ta cắt ngắn, tạo hình như kim tự tháp, gọi là Bánh ngũ cốc củ mài phổ biến quanh Chùa Hương, Hà Tây cũ.

## Bỏng nắm
Bỏng làm từ gạo nếp đem rang trên chảo gang nhưng chưa đến mức nổ bung mà vẫn còn nguyên hình, to gấp ba lần hạt ban đầu. Loại bỏng này cũng gọi là Cốm gạo (dùng đường) hay Bỏng mật (dùng mật mía) và đều nhỏ cỡ nắm tay.
Đun mật mía hoặc đường, và phải có mạch nha để tạo thành hỗn hợp. Sau đó đổ gạo rang vào trộn đều. Khi gần nguội, người thợ sẽ nhanh tay nắm thành các nắm hình tròn. Cũng có khi đổ ra thành mảng và cắt thành miếng hình vuông hay chữ nhật. Bỏng sẽ dính tay nên phải để nguội mới giòn và đóng gói được. 
Cũng có nơi làm bỏng mật từ ngô thay gạo và thêm ít gừng giã vụn. Còn nếu gạo rang đến mức nổ bung thì cũng gọi là Bim bim, nếu đem nghiền thành bột sẽ là nguyên liệu chính của Bánh Chè lam.

## Tiêu dùng
Mỗi khi trời mưa dầm dài ngày hay chuyển lạnh, người ta thường đi nổ Bỏng ống để ăn vặt. Loại bỏng này luôn phải bọc kín và sau 1-2 tuần cũng không giòn nữa. Còn Bỏng nắm có mật mía và mạch nha, bảo quản được lâu hơn và bày bán thường xuyên. Ngày nay, bỏng gạo trở thành một món quà thú vị với cả người Hà Nội và khách du lịch nước ngoài.